# 바르트-니에토 오차 삼중체
대수기하학에서 바르트-니에토 오차 삼중체(영어: Barth–Nieto quintic)는 W. 바르트와 이시드로 니에토가 연구한 4차원(때로는 5차원) 사영 공간의 오차 삼중체이다. 이는 세그레 삼차 삼중체의 헤세 행렬이다.

## 정의
바르트-니에토 오차 삼중체는 다음 방정식을 만족하는 P5의 점 집합( x 0 : x 1 : x 2 : x 3 : x 4 : x 5 )의 폐포이다.
{\displaystyle \displaystyle x_{0}+x_{1}+x_{2}+x_{3}+x_{4}+x_{5}=0}
{\displaystyle \displaystyle x_{0}^{-1}+x_{1}^{-1}+x_{2}^{-1}+x_{3}^{-1}+x_{4}^{-1}+x_{5}^{-1}=0.}

## 성질
바르트-니에토 오차 삼중체는 유리 다양체는 아니지만 고다이라 차원 0인 모듈러 칼라비-야우 다양체인 매끄러운 모형을 갖는다. 또한, 이는 지겔 모듈러 다양체 A1,3 (2)의 콤팩트화와 쌍유리적으로 동일하다.

## 참고 문헌
- Barth, Wolf; Nieto, Isidro (1994), “Abelian surfaces of type (1,3) and quartic surfaces with 16 skew lines”, 《Journal of Algebraic Geometry》 3 (2): 173–222, ISSN 1056-3911, MR 1257320